# Эспенхайн
Эспенхайн (нем. Espenhain) — посёлок в Германии, в земле Саксония, входит в состав района Лейпциг в составе городского округа Рёта.
Население составляет 2328 человек (на 31 декабря 2014 года). Занимает площадь 28,16 км².

## История
Первое упоминание о поселении Эспенхайн встречается в 1150 году.
До августа 2015 года, Эспенхайн образовывал собственную коммуну, куда кроме него входили 7 населённых пунктов:
- Госпёцшау нем. Großpötzschau
- Дахлицш нем. Dahlitzsch
- Кёммлиц нем. Kömmlitz
- Кляйнпёцшау нем. Kleinpötzschau
- Мёльбис нем. Mölbis
- Пёцшау нем. Pötzschau
- Эльцшау нем. Oelzschau

1 августа 2015 года, после проведённых реформ, Эспенхайн вошёл в состав городского округа Рёта.

## Галерея

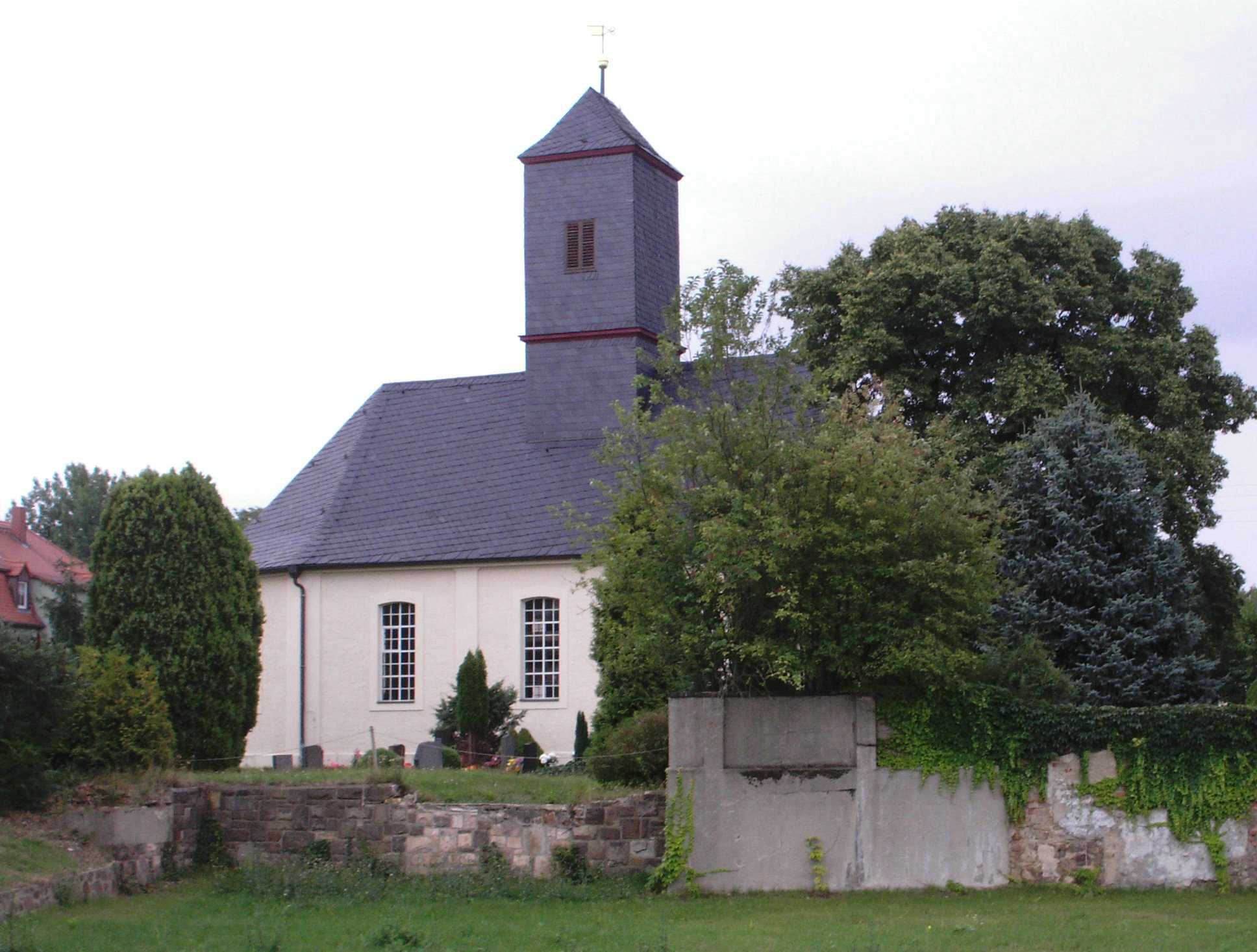
Церковь в Эспенхайне
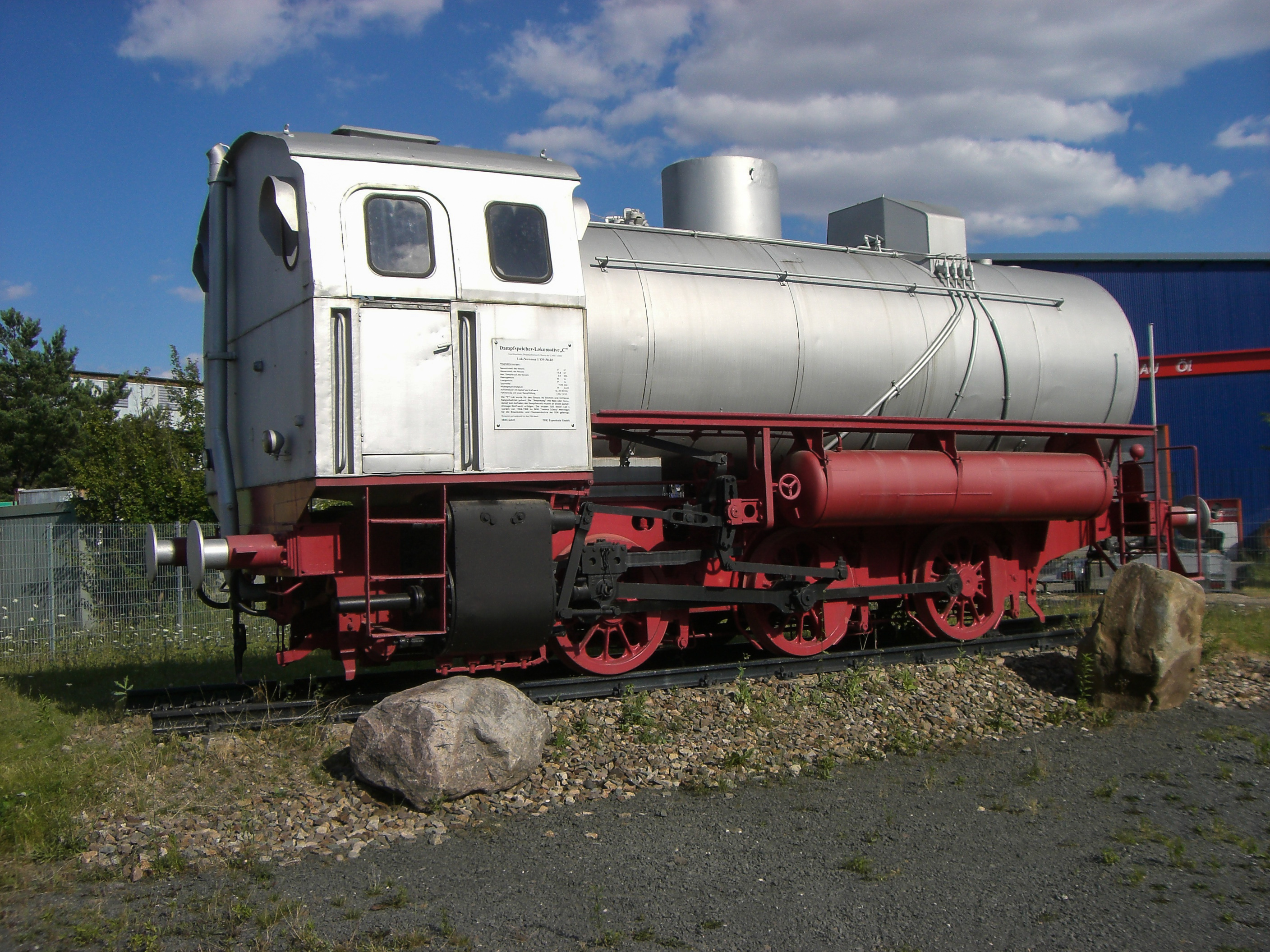
Исторический паровоз в Эспенхайне